# Microstigmata amatola
Microstigmata amatola är en spindelart som beskrevs av Griswold 1985. Microstigmata amatola ingår i släktet Microstigmata och familjen Microstigmatidae. Inga underarter finns listade i Catalogue of Life.